# Юрський Врх
Юрський Врх (словен. Jurski Vrh) — поселення в общині Кунгота, Подравський регіон‎, Словенія.